# Braziliaanse statenverkiezingen 2022
De Braziliaanse gouverneursverkiezingen had plaats op 2 oktober 2022. Een tweede ronde vond plaats op 30 oktober. 

## Uitslag
| Staat                                                       | Kandidaten voor gouverneurschap | Kandidaten voor gouverneurschap                  | Gekozen Gouverneur                        |
| Staat                                                       | 1e ronde (2 oktober 2022) | 2e ronde (30 oktober 2022)                       | Gekozen Gouverneur                        |
| ----------------------------------------------------------- | --- | ------------------------------------------------ | ----------------------------------------- |
| Acre                                                        | Gladson Cameli (PP) Jorge Viana (PT) Mara Rocha (MDB) Sérgio Petecão (PSD) Márcio Bittar (UNIÃO) Professor Nilson (PSOL) David Hall (Agir)                                                                              | Geen deelname                                    | Gladson Cameli (PP) Herkozen              |
| Alagoas                                                     | Paulo Dantas (MDB) Rodrigo Cunha (UNIÃO) Fernando Collor (PTB) Rui Palmeira (PSD) Professor Cícero Albuquerque (PSOL) Bombeiro Luciano Fontes (PMB) Luciano Almeida (PRTB)                                              | Paulo Dantas (MDB) Rodrigo Cunha (UNIÃO)         | Paulo Dantas (MDB) Herkozen               |
| Amapá                                                       | Clécio Luís (SD) Jaime Nunes (PSD) Gesiel de Oliveira (PRTB) Gilvam Borges (MDB) Gianfranco Gusmão (PSTU) Jairo Palheta (PCO)                                                                                           | Geen deelname                                    | Clécio Luís (SD)                          |
| Amazonas                                                    | Wilson Lima (UNIÃO) Eduardo Braga (MDB) Amazonino Mendes (Cidadania) Ricardo Nicolau (Solidariedade) Carol Braz (PDT) Dr Israel Tuyuka (PSOL) Henrique Oliveira (PODE) Nair Blair (Agir)                                | Wilson Lima (UNIÃO) Eduardo Braga (MDB)          | Wilson Lima (UNIÃO) Herkozen              |
| Bahia                                                       | Jerônimo (PT) ACM Neto (UNIÃO) João Roma (PL) Kleber Rosa (PSOL) Giovani Damico (PCB) | Jerônimo (PT) ACM Neto (UNIÃO)                   | Jerônimo (PT)                             |
| Ceará                                                       | Elmano de Freitas (PT) Capitão Wagner (UNIÃO) Roberto Cláudio (PDT) Chico Malta (PCB) Serley Leal (UP) Zé Batista (PSTU)                                                                                                | Geen deelname                                    | Elmano de Freitas (PT)                    |
| Distrito Federal                                            | Ibaneis Rocha (MDB) Leandro Grass (PV) Paulo Octávio (PSD) ... | Geen deelname                                    | Ibaneis Rocha (MDB) Herkozen              |
| Espírito Santo                                              | Renato Casagrande (PSB) Carlos Mannato (PL) Guerino Zanon (PSD) Audifax Barcelos (REDE) Aridelmo Teixeira (NOVO) Capitão Vinicius Souza (PSTU) Cláudio Paiva (PRTB)                                                     | Renato Casagrande (PSB) Carlos Mannato (PL)      | Renato Casagrande (PSB) Herkozen          |
| Goiás                                                       | Ronaldo Caiado (União Brasil) Gustavo Mendanha (Patriota) Vitor Hugo (PL) Wolmir Amado (PT) Cintia Dias (PSOL) Edigar Diniz (NOVO) Helga Martins (PCB) Reinaldo Pantaleão (UP)                                          | Geen deelname                                    | Ronaldo Caiado (UNIÃO) Herkozen           |
| Maranhão                                                    | Carlos Brandão (PSB) Lahesio Bonfim (PSC) Weverton Rocha (PDT) Edivaldo Holanda Júnior (PSD) Enilton Rodrigues (PSOL) Hertz Dias (PSTU) Simplício Araújo (Solidariedade) Professor Joás Moraes (DC) Frankle Costa (PCB) | Geen deelname                                    | Carlos Brandão (PSB) Herkozen             |
| Mato Grosso                                                 | Mauro Mendes (UNIÃO) Márcia Pinheiro (PV) ... | Geen deelname                                    | Mauro Mendes (UNIÃO) Herkozen             |
| Mato Grosso do Sul                                          | Eduardo Riedel (PSDB) Capitão Contar (PRTB) André Puccinelli (MDB) Rose Modesto (UNIÃO) Giselle Marques (PT) Marquinhos Trad (PSD) Adônis Marcos (PSOL)                                                                 | Eduardo Riedel (PSDB) Capitão Contar (PRTB)      | Eduardo Riedel (PSDB)                     |
| Minas Gerais                                                | Romeu Zema (NOVO) Alexandre Kalil (PSD) Carlos Viana (PL) Marcus Pestana (PSDB) Lorene Figueiredo (PSOL) Cabo Tristão (PMB) Indira Xavier (UP) Renata Regina (PCB) Vanessa Portugal (PSTU)                              | Geen deelname                                    | Romeu Zema (NOVO) Herkozen                |
| Pará                                                        | Helder Barbalho (MDB) Zequinha Marinho (PL) Adolfo Oliveira (PSOL) Felipe Augusto (PRTB) Leonardo Marcony (Solidariedade) Sofia Couto (PMB) Cleber Rabelo (PSTU) Paulo Roseira (Agir)                                   | Geen deelname                                    | Helder Barbalho (MDB) Herkozen            |
| Paraíba                                                     | João Azevêdo (PSB) Pedro Cunha Lima (PSDB) Nilvan Ferreira (PL) Veneziano Vital do Rêgo (MDB) Adjany Simplício (PSOL) Major Fábio (PRTB) Antônio Nascimento (PSTU) Adriano Trajano (PCO)                                | João Azevêdo (PSB) Pedro Cunha Lima (PSDB)       | João Azevêdo (PSB) Herkozen               |
| Paraná                                                      | Ratinho Junior (PSD) Requião (PT) Gomyde (PDT) Joni Correia (DC) Professora Angela (PSOL) Vivi Mota (PCB) Solange Ferreira Bueno (PMN) Professor Ivan (PSTU) Adriano Teixeira (PCO)                                     | Geen deelname                                    | Ratinho Junior (PSD) Herkozen             |
| Pernambuco                                                  | Raquel Lyra (PSDB) Marília Arraes (SD) Anderson Ferreira (PL) Danilo Cabral (PSB) Miguel Coelho (UNIÃO) Jones Manoel (PCB) João Arnaldo (PSOL) Pastor Wellington (PTB) Jadilson Bombeiro (PMB) Claudia Ribeiro (PSTU)   | Raquel Lyra (PSDB) Marília Arraes (SD)           | Raquel Lyra (PSDB)                        |
| Piauí                                                       | Rafael Fonteles (PT) Silvio Mendes (UNIÃO) Gessy Lima (PSC) Madalena Nunes (PSOL) Lourdes Melo (PCO) Geraldo Carvalho (PSTU) Ravena Castro (PMN) Gustavo Henrique (PATRI)                                               | Geen deelname                                    | Rafael Fonteles (PT)                      |
| Rio de Janeiro                                              | Cláudio Castro (PL) Marcelo Freixo (PSB) Rodrigo Neves (PDT) Paulo Ganime (NOVO) Juliete (UP) Cyro Garcia (PSTU) Eduardo Serra (PCB)                                                                                    | Geen deelname                                    | Cláudio Castro (PL) Herkozen              |
| Rio Grande do Norte                                         | Fátima Bezerra (PT) Fábio Dantas (SD) ... | Geen deelname                                    | Fátima Bezerra (PT) Herkozen              |
| Rio Grande do Sul                                           | Eduardo Leite (PSDB) Onyx Lorenzoni (PL) Edegar Pretto (PT) Luis Carlos Heinze (PP) Argenta (PSC) Vieira da Cunha (PDT) Ricardo Jobim (NOVO) Vicente Bogo (PSB) Rejane de Oliveira (PSTU) Carlos Messalla (PCB)         | Eduardo Leite (PSDB) Onyx Lorenzoni (PL)         | Eduardo Leite (PSDB)                      |
| Rondônia                                                    | Coronel Marcos Rocha (UNIÃO) Marcos Rogério (PL) Léo Moraes (PODE) Daniel Pereira (Solidariedade) Pimenta de Rondônia (PSOL)                                                                                            | Coronel Marcos Rocha (UNIÃO) Marcos Rogério (PL) | Coronel Marcos Rocha (UNIÃO) Herkozen     |
| Roraima                                                     | Antonio Denarium (PSL) Teresa Surita (MDB) Fábio Almeida (PSOL) Juraci Escurinho (PDT) Rudson Leite (PV) | Geen deelname                                    | Antônio Denarium (PP) Herkozen            |
| Santa Catarina                                              | Jorginho Mello (PL) Décio Lima (PT) Carlos Moisés (REP) Gean Loureiro (UNIÃO) Esperidião Amin (PP) ... | Jorginho Mello (PL) Décio Lima (PT)              | Jorginho Mello (PL)                       |
| São Paulo                                                   | Tarcísio de Freitas (REP) Fernando Haddad (PT) Rodrigo Garcia (PSDB) Vinicius Poit (NOVO) Elvis Cezar (PDT) Carol Vigilar (UP) Gabriel Colombo (PCB) Altino Prazeres (PSTU) Antônio Jorge Filho (DC) Edson Dorta (PCO)  | Tarcísio de Freitas (REP) Fernando Haddad (PT)   | Tarcísio de Freitas (Republicanos)        |
| Sergipe                                                     | Fábio Mitidieri (PSD) Rogério Carvalho (PT) ... | Fábio Mitidieri (PSD) Rogério Carvalho (PT)      | Fábio Mitidieri (PSD)                     |
| Tocantins                                                   | Wanderlei Barbosa (REP) Ronaldo Dimas (PL) Irajá Abreu (PSD) ... | Geen deelname                                    | Wanderlei Barbosa (Republicanos) Herkozen |
| Bron: (pt) Wikipedia - Eleições estaduais no Brasil em 2022 | |                                                  |                                           |